# Gary Nelson
Pour les articles homonymes, voir Nelson.
Gary Nelson, né le 27 janvier 1934 à Los Angeles et mort le 25 mai 2022 à Las Vegas, est un réalisateur et producteur américain. Il a beaucoup œuvré pour Walt Disney et pour la télévision, mettant en scène de nombreux épisodes de la série Demain à la une.

## Biographie
Fils d'un réalisateur et d'une responsable de casting, Gary Nelson devient assistant réalisateur en 1955 auprès de John Ford sur La Prisonnière du désert. Après deux années pour effectuer son service militaire, il travaille pour la télévision, il réalise plusieurs téléfilms et de nombreux épisodes de séries télévisées. En 1961, il travaille sur la série Have Gun - Will Travel avec le caméraman Frank V. Phillips. 
En 1978, sa carrière prend un tournant quand il réalise une mini-séries pour ABC, Intrigues à la Maison Blanche et reçoit un Emmy Awards. C'est à la même période que la nomination aux oscars de la série Intrigues à la Maison Blanche que Disney l'engage.  Il réalise deux films pour Walt Disney Productions, Un vendredi dingue, dingue, dingue (1976) puis Le Trou noir (1979),.
Il signe notamment l'adaptation d'un roman de Robert Daley, tourne deux téléfilms consacrés aux aventures du détective privé Mike Hammer incarné par Stacy Keach et adapte le roman Drame en trois actes d'Agatha Christie qui met en scène le détective belge Hercule Poirot.

## Filmographie

### Cinéma
- 1972 : Molly and Lawless John
- 1973 : Santee
- 1975 : The Boy Who Talked to Badgers
- 1976 : Un vendredi dingue, dingue, dingue (Freaky Friday)
- 1979 : Le Trou noir (The Black Hole)
- 1982 : Jimmy the Kid
- 1986 : Allan Quatermain et la Cité de l'or perdu (Allan Quatermain and the Lost City of Gold)

### Télévision

#### Téléfilms
- 1969 : Secrets of the Pirates' Inn
- 1972 : Call Holme
- 1974 : Une femme dangereuse (The Girl on the Late, Late Show)
- 1975 : Medical Story
- 1976 : Panache
- 1976 : Ace
- 1978 : To Kill a Cop
- 1981 : Revenge of the Gray Gang
- 1981 : The Pride of Jesse Hallam
- 1983 : Meurtre à Coweta (Murder in Coweta County)
- 1983 : Si tu me tues, je te tue (Mike Hammer: Murder Me, Murder You),
- 1983 : For Love and Honor
- 1984 : Il pleut des cadavres (More Than Murder)
- 1984 : Boys in Blue
- 1984 : The Baron and the Kid
- 1985 : Lady Blue
- 1986 : Meurtre en trois actes (Murder in Three Acts)
- 1987 : Old Dogs
- 1988 : Shooter (en)
- 1988 : Un flic de cœur (Police Story: The Watch Commander)
- 1989 : Get Smart, Again!
- 1990 : Le Visage de l'au-delà (The Lookalike)
- 1991 : The Hit Man
- 1991 : Mémoire de minuit (Memories of Midnight)
- 1992 : Revolver
- 1992 : Les Routes de la liberté (The Sands of Time)
- 1993 : Le Retour de l'Homme de fer (The Return of Ironside)
- 1993 : Fugitive Nights: Danger in the Desert
- 1994 : Ray Alexander: A Taste for Justice
- 1995 : Ray Alexander: A Menu for Murder
- 1995 : Fast Company
- 1997 : Qui a tué ma meilleure amie? (Melanie Darrow)

#### Séries télévisées
- 1962-1963 : Have Gun - Will Travel (6 épisodes)
- 1965 : The Baileys of Balboa (1 épisode)
- 1965 : The Andy Griffith Show (1 épisode)
- 1965 : Gunsmoke (1 épisode)
- 1965 : O.K. Crackerby! (en) (1 épisode)
- 1965-1966 : Ne mangez pas les marguerites (2 épisodes)
- 1965-1966 : The Patty Duke Show (14 épisodes)
- 1965-1967 : L'Île aux naufragés (8 épisodes)
- 1966 : The Hero
- 1966 : Shane (1 épisode)
- 1966 : Run Buddy Run (1 épisode)
- 1966 : F Troop (1 épisode)
- 1966 : It's About Time (1 épisode)
- 1966-1969 : Max la menace (23 épisodes)
- 1967 : Occasional Wife (1 épisode)
- 1967 : Captain Nice (7 épisodes)
- 1967 : Accidental Family (1 épisode)
- 1967-1968 : Good Morning, World (11 épisodes)
- 1968-1969 : Doris comédie (9 épisodes)
- 1968-1969 : Madame et son fantôme (9 épisodes)
- 1969 : Gomer Pyle: USMC (2 épisodes)
- 1969 : Room 222 (1 épisode)
- 1969-1972 : Love, American Style (10 épisodes)
- 1969-1982 : Disney Parade (8 épisodes)
- 1970 : Happy Days
- 1970 : Arnie (3 épisodes)
- 1970 : Bracken's World (en) (2 épisodes)
- 1970-1971 : Nanny et le professeur (Nanny and the Professor) (10 épisodes)
- 1970-1972 : The Courtship of Eddie's Father (3 épisodes)
- 1971 : The Chicago Teddy Bears (2 épisodes)
- 1971-1972 : The Partners (7 épisodes)
- 1972 : Me and the Chimp
- 1972 : The Sandy Duncan Show
- 1972-1973 : The Brian Keith Show (4 épisodes)
- 1973 : McMillan (2 épisodes)
- 1973 : Faraday and Company (1 épisode)
- 1973 : Kojak (1 épisode)
- 1973 : Adam's Rib (4 épisodes)
- 1974 : Toma (1 épisode)
- 1974 : Vivre libre (3 épisodes)
- 1974-1976 : Police Story (5 épisodes)
- 1975 : The Cop and the Kid
- 1975 : Archer (1 épisode)
- 1977 : Hunter (2 épisodes)
- 1977 : Intrigues à la Maison Blanche (mini-série)
- 1979 : Eischied
- 1982 : La Loi selon McClain (2 épisodes)
- 1982 : Seven Brides for Seven Brothers
- 1983 : For Love and Honor (1 épisode)
- 1984 : Harry Fox, le vieux renard (Crazy Like a Fox) (1 épisode)
- 1985 : Lady Blue (1 épisode)
- 1987 : Texas police (1 épisode)
- 1988 : La Noble maison (Noble House) (mini-série)
- 1989 : The Nutt House (1 épisode)
- 1995 : Stick with Me, Kid (1 épisode)
- 1997-2000 : Demain à la une (19 épisodes)

## Distinctions

### Nominations
- Primetime Emmy Awards 1978 : Meilleure réalisation pour une série télévisée dramatique pour Intrigues à la Maison Blanche
- Directors Guild of America Awards 1978 : Meilleur réalisateur de mini-série ou de téléfilm pour Intrigues à la Maison Blanche
- Prix Hugo 1980 : Meilleur film ou série pour Le Trou noir